# Marina Ginestà
Marina Ginestà i Coloma (ur. 29 stycznia 1919 w Tuluzie, zm. 6 stycznia 2014 w Paryżu) – hiszpańska i francuska dziennikarka oraz tłumaczka.

## Życiorys
W 1930, mając 11 lat, wraz z rodzicami zamieszkała w Barcelonie. Działała w Zjednoczonej Socjalistycznej Partii Katalonii (katal. Partit Socialista Unificat de Catalunya, PSUC). 21 lipca 1936 została sfotografowana przez Juana Guzmana z karabinem na dachu barcelońskiego Hotelu Colon jako bojowniczka republikańska. Zdjęcie to stało się jednym z najsłynniejszych symboli hiszpańskiej wojny domowej. Jako dziennikarka zasłynęła wywiadami z przywódcami republikańskimi, m.in. Bonawenturą Durrutim, była też asystentką i tłumaczką Michaiła Kolcowa. Po wojnie zamieszkała we Francji i na Dominikanie. W 1960 powróciła do Barcelony. Dwukrotnie zamężna – jednym z jej mężów był belgijski dyplomata Charles Werk. Zmarła 6 stycznia 2014 w paryskim szpitalu.